# Samsung Galaxy Mini
Samsung Galaxy Mini este un smartphone produs de Samsung în 2011.

## Caracteristici
- Are un display de 3.1" cu o rezoluție de 240x320 pixeli
- Vine cu Android 2.2 care se poate upgrada  în mod oficial la 2.3.6 și în mod neoficial la 4.4.2
- Conectivitate: Wifi, Bluethooth 3.0, A-GPS
- Are un procesor de 600Mhz
- Are o cameră foto de 3.15MP
- Este compatibil 3G, suportând viteze de 7.2mb/s la download și de 5.76mb/s la upload
- Dispune de  DNSE
- Are o memorie internă de 180MB, un RAM de 280MB, suportă card Micro SD de până la 32GB
- Are mufă jack de 3,5mm.

## Alte versiuni
A fost comercializat în Statele Unite ale Americii de către operatorul T-Mobile sub numele de Samsung Dart, care nu dispunea de Radio FM, iar butoanele din față au fost făcute capacitive. În alte regiuni a fost vândut sub numele de Samsung Galaxy Next și Samsung Galaxy Next Turbo (acesta avănd niște specificații un pic mai bune), iar aceste 2 versiuni oficial au avut numai Android 2.3.6 Gingerbread.